# Danielle Roy
Pour les articles homonymes, voir Roy.
Danielle Roy est une comédienne et écrivaine québécoise née le 21 décembre 1945 et morte le 23 mai 2025.

## Honneurs
- Prix Robert-Cliche (1996), Un Cœur farouche

## Filmographie
- 1966-1977 : Rue des Pignons : rôle de Sylvette Marsouin, dans le téléroman de Louis Morisset et Mia Riddez diffusé à la télé de Radio-Canada (SRC)
- 1972-1975 : Les Forges de Saint-Maurice : rôle de Marie Duplessis. Un texte de Guy Dufresne, avec Danielle Roy, Léo Ilial et Pascal Rollin. Une réalisation de Richard Martin, diffusée à la télé de Radio-Canada (SRC). Téléroman inoubliable par la qualité de ses textes et de ses interprètes. Il nous a plongé avec bonheur dans notre histoire (romancée), avec la majestueuse musique d'André Gagnon.
- 1982-1985 : Une vie… : rôle du Dr Anik Martin, diffusé à Télé-Métropole (TVA). Scénario de Jean-Marc Provost. Réalisation de Paul Lepage et Roger Legault.

## Vie privée
Danielle Roy est la compagne de Gilles-Philippe Delorme, journaliste, animateur TV.